# Саврасово (Москва)
Саврасово — исторический район Москвы и бывшее сельцо на западе поселения Сосенского Новомосковского административного округа. Сельцо увековечено в названии Старосаврасовской улицы.

## География
Саврасово ныне составляет южную (левобережную относительно реки Сосенки) часть деревни Николо-Хованское, к северу от улицы Гарсиа Лорки и Новомихайловского шоссе.

## История
В XIV—XVI веках на территории будущего Саврасова существовало селище Николо-Хованское-1 с некрополем.
В XVII веке входило в Сосенский стан Московского уезда.
Первые писцовые книги застают Саврасово пустошью, которая прежде того была сельцом с тремя другими пустошами. Эти пустоши были: 
1. Саврасово селище у Прокшинской межи, указывающее своим названием на древнюю деревню того же имени, пустошь эта расположена на земле, оставшейся в конце XIX века за М. П. Смирновой. До того часть деревни Саврасово, не принадлежащая Шеппингам, принадлежала госпоже Тимашёвой.
2. Дмитровская, Нефедьево тож, налево от Прокшинской дороги, что звалась в конце XIX века Ржевской в память о Саврасовских помещиках Ржевских
3. На правом берегу реки Сосенки — вклинившаяся в земли Никольского — пустошь Максимовка, полюбовным размежеванием 1837 года слившаяся с Никольскими землями.

В 1629 году пустошь, бывшее сельцо Саврасово (что говорит о том, что Саврасово существовало за какое-то время до 1629 года) делилась на две равные половины: одна, ближе к Прокшину, была поместьем Прокшинского помещика Никиты Кудрина, другая, бывшая прежде за князем Жировым-Засекиным, помещиком Никольского, а прежде за Монастыревым да за Михеевым, считала в 1629 году порозжей землёй, а в 1631 году дана князю Василию Богдановичу Волконскому, а в 1678 году разделена на 4 жребиями между Волконскими, племянниками стольника Василия Богдановича. Последние перепродали свои жребия в 1683 и 1684 годах Матвею Алексеевичу Ржевскому. Одновременно с этим его родной брат, Михаил Алексеевич Ржевский, выменял у Кудрина другую половину сельца Саврасова на своё поместье в Карачевском уезде.
По смерти Михаила и Матвея Ржевских сельцо опять распалось на несколько жребиев. У Матвея было две дочери - Степанида (замужем за князем Александром Голицыным, а во втором замужестве за князем Николаем Семёновичем Багратионом) и Мария (была замужем за графом Платоном Мусиным-Пушкиным и умерла 1718 году). Кроме того, вдова Матвея, выйдя замуж за князя Григория Волконского, имела от дочь Марфу (в замужестве — Леонтьеву), таким образом имение было раздроблено.
Половина же Михаила перешла к детям и внукам его братьев Ивана и Юрия, и генеральное межевание 1767 г. упоминает в Саврасове четырёх владельцев из семьи Ржевских. Заявлял также права на часть своего наследства граф Захар Григорьевич Чернышёв, мать которого — урождённая Ржевская.
В начале XIX века Саврасово разделялось на два участка, меньший из которых был за Брыкиным и продан в 1817 году жене гоф-маклера Бабушкина (в конце XIX века участок за М. П. Смирновой), другой же жребий значился за генеральшей Раевской, умершей в 1814 году, а после неё за её племянником Д. П. Черевиным, которым и продан в 1827 году Геннадию Владимировичу Грудеву, размежевавшемуся в 1835 году с Татьяной Бабушкиной. Таким образом, участок сельца Саврасова, с усадьбой и пустошью Максимовкой, оказался принадлежащим Никольскому помещику. В 1851 куплена эта подмосковная Марьей Петровной Шеппинг, женой Дмитрия Оттовича Шеппинга, историка, этнографа и краеведа, описавшего имения Сосенского стана, в том числе и Саврасово в своей книге "Древний Сосенский стан Московского уезда".
На картах XIX века после 1812 года как отдельный от Никольского населённый пункт не обозначено. В XIX веке входило в состав Подольского уезда. В списке населённых мест Московской губернии 1862 года Саврасово Подольского уезда перечислено в списке »селений, по которым данные или вовсе не показаны, или требуют числового исправления». Перечислено в списке населённых мест Московской губернии 1862 года как населённый пункт при ручье безымянном и колодцах.
В советское время являлось частью деревни Николо-Хованское и вместе с ним входило в совхоз «Николо-Хованское». На карте 1952 года на месте Саврасова отмечены улицы Большое и Малое Саврасово, улица Трехалово, ныне безымянные. К югу от Саврасова в советское время располагалась расстрельный полигон «Коммунарка». В советское время появляются СНТ Дружба и Коммунарка-1.
В 2012 году Саврасово, как часть Николо-Хованского, входит в состав Новой Москвы. К югу от бывшего Саврасово примерно в это же время возникают ЖК Лесные Поляны, Николин Парк, а 23 мая 2013 года новым улицам на территории, прилегающей к Саврасову, присваивают наименования: 1-6 улица Лесные Поляны, Николо-Хованская улица. В 2016 году начинается строительство ЖК «Испанские Кварталы». В 2016 году появились улица Сервантеса, бульвар Веласкеса, в ДНП Соловьиная Роща - улица Батюшкова, улица Дельвига, улица Баратынского. В 2019 году вблизи бывшего сельца (в районе бывшей пустоши Саврасово селище) открывается станция метро «Прокшино», названная по деревне к югу от станции метро. 26 мая 2020 года в ЖК «Испанские Кварталы» появляются улица Гарсиа Лорки, проспект Магеллана, улица Пикассо, улица Гауди, улица Сальвадора Дали и Севильский бульвар, а 21 октября 2021 года появились Испанский бульвар и Барселонский проезд. Вблизи станции метро «Прокшино» планируется строительства бизнес-центра «Прокшино».
В связи с активной застройкой района краеведческое сообщество Новой Москвы предложило названия для новых улиц в районе бывшего сельца:
1. Старосаврасовская улица - на месте бывшей пустоши Саврасово селище, в районе строящегося бизнес-центра «Прокшино».
2. Максимовская набережная - по пустоши Максимовка и Максимовскому ручью на другом берегу реки Сосенки, ныне на территории строящегося ЖК «Прокшино»

Предложения краеведов были поддержаны на заседании Совета депутатов поселения Сосенское №67 от 1 декабря 2021 года.
5 июля 2022 года в Москве появилась Старосаврасовская улица.